# Paul Sérieux
Paul Sérieux (né le 2 juillet 1864 au Havre et mort à Paris le 26 janvier 1947) est un médecin psychiatre français, élève de Valentin Magnan.

## Biographie

### Jeunesse et formation
Paul Raimond sérieux est né au Havre. Son père, Nicolas Sérieux, servait alors comme lieutenant dans un régiment d'infanterie en Algérie.
La famille s'installe à Paris durant l'enfance de Sérieux et il y commence des études de médecines. En 1886, il est reçu premier au concours de l'internat des asiles de la Seine.

### Carrière
En 1888 il soutient sa thèse intitulée Recherches cliniques sur les anomalies de l’instinct sexuel et passe le premier concours du médicat des asiles, devenant alors médecin-adjoint. Il exerce successivement dans les asiles de Vaucluse et de Villejuif.
En 1898, il accède au grade de médecin-chef, nommé tout d'abord à Ville-Evrard. En 1901 et 1902, il effectue des missions d'études dans l'est de la France, ainsi qu'en Allemagne, en Italie et en Suisse. Ces missions sont relatées dans son rapport de 1903. En 1908, il est muté à  l'asile de Maison-Blanche.
En 1921, il devient chef de la première section des femmes à l'hôpital Sainte-Anne.

## Œuvre scientifique
Il s'est intéressé aux délires chroniques à évolution systématique. Il a été envoyé en mission dans différents pays et a rédigé un rapport sur les soins prodigués aux aliénés en France, Allemagne, Suisse et Belgique.
Il a travaillé avec des épileptiques.
Il est le premier à avoir divulgué les travaux de Emil Kraepelin en France. (Classification des maladies mentales et théories de Kraepelin sur la démence précoce).
Il a écrit sur les institutions psychiatriques du XVIIe et du XVIIIe siècle.
Il a travaillé avec Capgras.

## Ouvrages
- Paul Sérieux, L’assistance des aliénés en France, en Allemagne, en Italie et en Suisse, Paris, Imprimerie municipale, 1903
- avec Mathieu Félix, L'alcool. Composition et effets des boissons alcooliques, l'hygiène de la boisson, la lutte contre l'alcoolisme , Alcan, 1899, collection « Bibliothèque utile » no  CXIV, deuxième édition revue et corrigée, Tampon de la Ligue patriotique contre l'alcoolisme. ASIN B0000DSEO1
- avec Valentin Magnan, Délire chronique, éditions Masson
- 1909, avec Joseph Capgras, Les folies raisonnantes ; cet ouvrage présente pour la première fois les « folies raisonnantes » en une systématique de six types de délire, à savoir le délire de persécution, le délire érotomaniaque, le délire de jalousie, le délire de grandeurs, le délire d'interprétation et la quérulence, ou délire de discussion. Sigmund Freud reprendra les quatre premières formes de délire décrites par Sérieux et Capgras dans son étude sur le Président Schreber pour caractériser la paranoïa. Il en exclut le délire d'interprétation et la quérulence.
- 1915 : Paul Sérieux et Lucien Libert, in: L'Assistance et le traitement des maladies mentales au temps de Louis XVI. Instruction imprimée par ordre et aux frais du gouvernement sur la manière de gouverner et de traiter les Insensés, Paris, Société française d'imprimerie et de librairie, In-8°, 15 p., 1915. Un exemplaire figure à la BNF : cote 8-TE65-162, Tolbiac – Rez-de-jardin – Magasin.
- Il a écrit un livre consacré au psychiatre Valentin Magnan, qui fut son professeur.